# Xenylla louisiana
Xenylla louisiana är en urinsektsart som beskrevs av da Gama 1976. Xenylla louisiana ingår i släktet Xenylla och familjen Hypogastruridae. Inga underarter finns listade i Catalogue of Life.